# Рижский военный округ
Рижский военный округ — военный округ Российской империи.

## История округа
Рижский военный округ был создан в ходе военно-окружной реформы военного министра Д. А. Милютина в 1864 году. Первым командующим войсками округа был назначен генерал от инфантерии барон В. К. Ливен, одновременно занимавший должность Лифляндского, Эстляндского и Курляндского генерал-губернатора. До конца существования округа должности командующего войсками и генерал-губернатора были соединены.
Упразднение Рижского военного округа в 1870 году произошло по инициативе Д. А. Милютина:

В числе множества вопросов, получивших тогда же Высочайшее разрешение, было упразднение Рижского военного округа. Я воспользовался для этого увольнением генерал-адъютанта Альбединского от должности генерал-губернатора Прибалтийских губерний и назначением на это место генерал-лейтенанта князя Багратиона … Не имев возможности ни помешать такому назначению, ни провести мысль об упразднении прибалтийского генерал-губернаторства, — что, по моему мнению, следовало бы сделать давно, — я должен был ограничиться упразднением хотя военного округа, отдельное существование которого не оправдывалось ни пространством его, ни стратегическим значением. Приказом 22 сентября две губернии этого округа, Лифляндская и Курляндская, присоединены к Виленскому округу, а третья, Эстляндская — к Петербургскому. Очевидные неудобства такого распределения между двумя военными окружными начальствами губерний, подчинённых в гражданском отношении особому генерал-губернатору, могли, по моим соображениям, только ускорить упразднение и самого этого генерал-губернаторства, существование которого противоречило общим государственным интересам

## Командование Рижского военного окоруга

### Командующие
- 10.05.1864[2] — 15.12.1864 — генерал-адъютант генерал от инфантерии барон Ливен, Вильгельм Карлович
- 15.12.1864 — 18.04.1866 — генерал-лейтенант (с 27.03.1866 генерал-адъютант) граф Шувалов, Пётр Андреевич
- 18.04.1866 — 09.10.1866 — генерал-адъютант генерал-лейтенант граф Баранов, Эдуард Трофимович
- 09.10.1866 — 22.09.1870 — генерал-адъютант генерал-лейтенант Альбединский, Пётр Павлович

### Начальники штаба
- 10.08.1864 — 08.05.1866 — генерал-майор Никитин, Александр Павлович
- 08.05.1866 — 30.08.1869 — флигель-адъютант полковник (с 30.08.1866 генерал-майор Свиты Е. И. В.) барон Корф, Андрей Николаевич
- 24.10.1869 — 26.09.1870 — генерал-майор Свиты князь Шаховской-Глебов-Стрешнев, Михаил Валентинович

### Начальники артиллерии
- 10.08.1864 — 12.12.1869[3] — генерал-майор (с 20.05.1868 генерал-лейтенант) Кнышев, Александр Андреевич
- хх.хх.1870 — хх.хх.1870 — генерал-майор (с 17.04.1870 генерал-лейтенант) Богаевский, Георгий Фёдорович